# (34090) Cewhang
2000 PG10 (asteroide 34090) é um asteroide da cintura principal. Possui uma excentricidade de 0.07021620 e uma inclinação de 5.89112º.
Este asteroide foi descoberto no dia 1 de agosto de 2000 por LINEAR em Socorro.